# Флавія Рігамонті
Флавія Рігамонті (1 липня 1981) — швейцарська плавчиня.
Учасниця Олімпійських Ігор 2000, 2004, 2008 років.
Призерка Чемпіонату світу з водних видів спорту 2001, 2005, 2007 років.
Призерка Чемпіонату світу з плавання на короткій воді 1999, 2000, 2002 років.
Чемпіонка Європи з водних видів спорту 2000, 2008 років.
Чемпіонка Європи з плавання на короткій воді 1998, 2001, 2004 років, призерка 1996, 1999, 2002, 2005 років.
Переможниця літньої Універсіади 2007 року.